# Christian Viktor Herold
Christian Viktor Herold, auch Christian Viktor von Herold, (* 1698; † 1775) war ein deutscher Glockengießer, Rotschmied und Stückgießer.
Herold wurde als ältester Sohn des Nürnberger Glockengießers Johann Balthasar von Herold geboren. Seinem Großvater und dessen Brüdern wurde am 16. März 1654 von Ferdinand III. ein Adelsbrief verliehen. Nach dem Tod seines Vaters 1727 übernahm er dessen Gießhütte. Er starb kinderlos 1775. Er war der letzte in der Familie, der das Glockengießerhandwerk ausübte.